# Proterospastis inquisitrix
Proterospastis inquisitrix är en fjärilsart som beskrevs av Edward Meyrick 1916. Proterospastis inquisitrix ingår i släktet Proterospastis och familjen äkta malar. Inga underarter finns listade i Catalogue of Life.